# 朱利安·奥斯汀
朱利安·奥斯汀（英語：Julian Austin，1949年12月30日—），加拿大男子曲棍球运动员。他曾代表加拿大参加1979年和1983年泛美运动会曲棍球比赛，获得一枚金牌和一枚银牌。